# Breteuil (Oise)
Breteuil és un municipi francès, situat al departament de l'Oise i a la regió dels Alts de França. L'any 2007 tenia 4.287 habitants.

## Demografia

### Població
El 2007 la població de fet de Breteuil era de 4.287 persones. Hi havia 1.719 famílies de les quals 549 eren unipersonals (199 homes vivint sols i 350 dones vivint soles), 474 parelles sense fills, 525 parelles amb fills i 171 famílies monoparentals amb fills.
La població ha evolucionat segons el següent gràfic:
Habitants censats

### Habitatges
El 2007 hi havia 1.945 habitatges, 1.753 eren l'habitatge principal de la família, 25 eren segones residències i 167 estaven desocupats. 1.405 eren cases i 531 eren apartaments. Dels 1.753 habitatges principals, 765 estaven ocupats pels seus propietaris, 948 estaven llogats i ocupats pels llogaters i 40 estaven cedits a títol gratuït; 80 tenien una cambra, 171 en tenien dues, 377 en tenien tres, 502 en tenien quatre i 623 en tenien cinc o més. 1.115 habitatges disposaven pel capbaix d'una plaça de pàrquing. A 851 habitatges hi havia un automòbil i a 486 n'hi havia dos o més.

### Piràmide de població
La piràmide de població per edats i sexe el 2009 era:
| Homes | Edats   | Dones |
| ----- | ------- | ----- |
| 8     | 95 o +  | 4     |
| 20    | 90 a 94 | 16    |
| 24    | 85 a 89 | 44    |
| 24    | 80 a 84 | 28    |
| 68    | 75 a 79 | 104   |
| 80    | 70 a 74 | 112   |
| 116   | 65 a 69 | 104   |
| 76    | 60 a 64 | 104   |
| 84    | 55 a 59 | 56    |
| 108   | 50 a 54 | 108   |
| 148   | 45 a 49 | 160   |
| 92    | 40 a 44 | 124   |
| 132   | 35 a 39 | 120   |
| 136   | 30 a 34 | 144   |
| 176   | 25 a 29 | 184   |
| 132   | 20 a 24 | 144   |
| 132   | 15 a 19 | 160   |
| 144   | 10 a 14 | 144   |
| 144   | 5 a 9   | 160   |
| 128   | 0 a 4   | 140   |

## Economia
El 2007 la població en edat de treballar era de 2.571 persones, 1.776 eren actives i 795 eren inactives. De les 1.776 persones actives 1.503 estaven ocupades (819 homes i 684 dones) i 272 estaven aturades (129 homes i 143 dones). De les 795 persones inactives 224 estaven jubilades, 215 estaven estudiant i 356 estaven classificades com a «altres inactius».

### Ingressos
El 2009 a Breteuil hi havia 1.780 unitats fiscals que integraven 4.389 persones, la mediana anual d'ingressos fiscals per persona era de 14.590 €.

### Activitats econòmiques
Dels 218 establiments que hi havia el 2007, 3 eren d'empreses extractives, 4 d'empreses alimentàries, 1 d'una empresa de fabricació de material elèctric, 17 d'empreses de fabricació d'altres productes industrials, 15 d'empreses de construcció, 52 d'empreses de comerç i reparació d'automòbils, 5 d'empreses de transport, 19 d'empreses d'hostatgeria i restauració, 2 d'empreses d'informació i comunicació, 17 d'empreses financeres, 11 d'empreses immobiliàries, 20 d'empreses de serveis, 33 d'entitats de l'administració pública i 19 d'empreses classificades com a «altres activitats de serveis».
Dels 65 establiments de servei als particulars que hi havia el 2009, 1 era una oficina d'administració d'Hisenda pública, 1 gendarmeria, 1 oficina de correu, 6 oficines bancàries, 3 funeràries, 11 tallers de reparació d'automòbils i de material agrícola, 1 taller d'inspecció tècnica de vehicles, 2 autoescoles, 1 paleta, 4 fusteries, 3 lampisteries, 1 electricista, 1 empresa de construcció, 8 perruqueries, 1 veterinari, 2 agències de treball temporal, 11 restaurants, 4 agències immobiliàries, 1 tintoreria i 2 salons de bellesa.
Dels 25 establiments comercials que hi havia el 2009, 3 eren supermercats, 1 un supermercat, 1 una gran superfície de material de bricolatge, 3 fleques, 4 carnisseries, 1 una peixateria, 3 botigues de roba, 2 botigues d'equipament de la llar, 2 sabateries, 2 drogueries i 3 floristeries.
L'any 2000 a Breteuil hi havia 14 explotacions agrícoles que ocupaven un total de 1.260 hectàrees.

## Equipaments sanitaris i escolars
El 2009 hi havia 2 hospitals de tractaments de mitja durada (seguiment i rehabilitació), 2 psiquiàtrics, 2 farmàcies i 3 ambulàncies.
El 2009 hi havia 2 escoles maternals i 2 escoles elementals. Breteuil disposava de 2 col·legis d'educació secundària amb 651 alumnes.

## Poblacions més properes
El següent diagrama mostra les poblacions més properes.